# Christoph Stroux
Christoph Stroux (* 18. November 1931 in München) ist ein deutscher Musikwissenschaftler.

## Leben und Werk
Christoph Stroux studierte Musikwissenschaft an der Humboldt-Universität zu Berlin unter anderem bei Walther Vetter, Hans-Heinz Dräger und Ernst Hermann Meyer (Staatsexamen 1954) und an der Universität Freiburg bei Wilibald Gurlitt (Dr. phil. 1967, Dissertation: Die Musica Poetica des Magisters Heinrich Faber).
Christoph Stroux war von 1954 bis 1967 Mitglied der Redaktion des Riemann Musiklexikons (12. Auflage, 1959–1967). Von 1967 bis 1970 wirkte er als Assistent an der Universität Freiburg. Danach lehrte er als Senior Lecturer an der University of Port Elizabeth (1970–1979) und an der University of South Africa in Pretoria (1980–1991). 1992 ließ er sich in Athen nieder, wo er seit 1994 als Direktor der griechischen Musikbibliothek wirkte.
Von Christophs Stroux Veröffentlichungen sei genannt Zur Entwicklung der Vorstellungen über die Orgel seit Albert Schweitzer (In: Orgel und Orgelmusik heute, H.H. Eggebrecht (Herausgeber), Veröffentlichung der Walcker-Stiftung für orgelwissenschaftliche Forschung II, Stuttgart 1968).
Christoph Stroux ist Mitglied des Beirats von Musicology (Musicología) und Moussikos Loghos.